# Земљотрес у Сичуану 2008.
Земљотрес у Сичуану 2008. године десио се у држави Венчуан, кинеска провинција Сичуан, 12. маја 2008. године у 14:28:04 по локалном времену (06:28:04 ГМТ). Према Државаном сеизмолошком бироу Кине и Геолошком топографском институту САД, потрес је имао јачину од 7,9 Mw, а епицентар је био 90 km (56 mi) западно-северозападно од Ченгдуа, главног града Сичуана. Земљотрес се осетио и у Пекингу и Шангају, те Пакистану, Тајланду, Мјанмару и Вијетнаму.

## Детаљи о потресу
Епицентар је био у држави Венчуан, покрајини Нгава, 90 км северозападно од Ченгдуа, са главним потресом који се десио у 14:28:04 по локалном времену (06:28:04 ГМТ) у понедељак, 12. маја 2008. године. Рани извештаји говоре да је јачина потреса била између 7,6 и 8,0. Више од шеснаест главних заосталих потреса јачина између 4,0 и 6,0 забележени су девет сати након главног потреса.

## Штета
Сви ауто-путеви у Венчуану су оштећени, што је довело до кашњења спасилачних трупа. У граду Шифанг, урушавање двеју хемијских творница довео је до цурења око 80 тона течног амонијака, са стотинама људи заробљеним у рушевинама творница.

## Жртве
Земљотрес је узроковао смрт 16.200 људи у провинцији Сичуан, судећи према информацијама од 14. маја 2008. године (16:10 ГМТ), али овај број се повећао како је пристизало више извештаја. У Чунгкингу, 5 ученика је проглашено мртвима, 20 их је закопано у рушевинамна, а више од 100 је повређено када се урушила једна основна школа.
Према Синхуа пресу, број смртно страдалих и повређених повећавао се јако брзо. Број мртвих повећао се са мање од 200 до 8.533, према службеним изјавама.
У Хонгконгу, три минуте након потреса, заостало подрхтавање тла осећало се око тридесетак секунди.

## Остала места где се осетио земљотрес
- Бангладеш: У деловима Бангладеша подрхтавање се осетило 530 секунди након потреса.[14]
- Бутан
- Индија: Подрхтавање се осетило око девет минута након потреса.[14][15]
- Јапан: Подрхтаји су се осетили у Токиу.[15]
- Монголија: Подрхтавање се осетило око осам минута након потрса.[14]
- Мјанмар
- Непал: Подрхтавање се осетило око 530 секунди након потреса.
- Пакистан: Подрхтвања у северном Пакистану осећала су се око десет минута.[14]
- Кина: Сви дијелови осим Ђилина, Хејлунгђанга и Синкјанга[16]
  - Хонгконг: Подрхтавање се осјетило око три минуте након покреса.[14][17][18][19]
  - Макао: Подрхтавање се осетило око три минуте након покреса.[20]
- Тајван[21]
- Русија: Подрхтавање се осетило у Туви[22]
- Тајланд[15]
- Вијетнам[4][15]